# Jornal do Senado
El Jornal do Senado (Diario del Senado) es el medio de comunicación escrita del Senado Federal de Brasil, habiendo sido el segundo vehículo en ser creado en 1995 tras la reformulación de la Comunicación Social del Senado Brasileño, y como fruto de los primeros trabajos de Agencia Senado.
Inicialmente se hizo en tamaño A4 y tenía una tirada inicial de 1.500 ejemplares, en fase experimental, luego fue elevada a 3.000 y, en seguida, 5.000 y 10 000 ejemplares. En dos años, la tirada llegó a 45.000, siendo un diario distribuido para un público muy diverso. Evolucionó a tamaño tabloide.
Hoy día se imprime en colores y, en 2004, una edición semanal los fines de semana trata, además de un resumen de los ejemplares de la semana, una sección con indicaciones de cómo el ciudadano puede ejercer sus derechos. Actualmente, 55.000 ejemplares llegan a todos los rincones de Brasil. Cualquier ciudadano o entidad pública o privada puede recibir el Jornal do Senado en la dirección deseada, sin más que hacer un pedido gratuito en la página oficial del Jornal.